# Stylops dunningi
Stylops dunningi  (лат.) — вид веерокрылых насекомых рода Stylops из семейства Stylopidae. Северная Америка.
Паразиты пчёл рода Andrena (Andrenidae).
Вид был впервые описан в 1918 году американским энтомологом Уильямом Дуайтом Пирсом (William Dwight Pierce).
В одной из новых работ по роду Stylops  в ходе анализа ДНК авторами (Straka et al., 2015) рассматривается в качестве предположительного синонима вида Stylops childreni Gray & Westwood, 1832 (что на 2018 год не подтверждено соответствующими профильными базами данных, например, Eol.org и Strepsiptera database).